# Odontostele
× Odontostele (abreviado Ots) es un híbrido intergenérico entre los géneros de orquídeas Odontoglossum × Rhynchostele. Fue publicado en Sander's List Orchid Hybrids Addendum 2002-2004: xlvii (2005).